# Torre Orsaia
Torre Orsaia är en ort och kommun i provinsen Salerno i regionen Kampanien i Italien. Kommunen hade 2 082 invånare (2017).